# Діброва (Долинська міська громада)
Дібро́ва — село Долинської громади Калуського району Івано-Франківської області України.
Фактично є північним передмістям міста Долина.

## Релігія
В селі є дві церкви: Церква Воскресіння Господнього (УПЦ КП) та Церква Св.Василія Великого (УГКЦ).

### Церква Воскресіння Господнього (УПЦ КП)
У 1992 році було освячено місце для церкви. У 1993 році її збудували, а у 1994 — освятили.

### Церква Св.Василія Великого (УГКЦ)
За радянських часів в селі не було церкви. Розпочали будівництво церкви у 1989 році. 14 січня 1992 року церкву було освячено на честь св. Василія Великого.
З 2014 року настоятелем є протоєрей о. Михайло Боянецький.

## Населення

### Мова
Розподіл населення за рідною мовою за даними перепису 2001 року:
| Мова       | Кількість | Відсоток |
| ---------- | --------- | -------- |
| українська | 306       | 99.35%   |
| російська  | 2         | 0.65%    |
| Усього     | 308       | 100%     |